# Изгоняющий дьявола: Верующий
«Изгоня́ющий дья́вола: Ве́рующий» (англ. The Exorcist: Believer) — американский фильм ужасов о сверхъестественном режиссёра Дэвида Гордона Грина по сценарию Грина, Питера Саттлера, Скотта Тимса и Дэнни Макбрайда. Фильм основан на романе Уильяма Питера Блэтти «Экзорцист» и является прямым продолжением фильма «Изгоняющий дьявола» Уильяма Фридкина 1973 года.
Проект был анонсирован в августе 2020 года в качестве перезапуска франшизы. Впоследствии было объявлено, что фильм станет прямым продолжением «Изгоняющего дьявола». Компания Universal Pictures выпустила фильм 6 октября 2023 года.

## Сюжет
На Гаити фотограф Виктор Филдинг и его беременная жена Соренн проводят медовый месяц, пока не происходит сильное землетрясение. Соренн тяжело ранена, и парамедики говорят Виктору, что он должен сделать выбор: спасти жену или ребенка.
Тринадцать лет спустя Виктор потерял веру в Бога после смерти Соренн и сам воспитывает дочь Анджелу в Джорджии. Однажды после школы Анджела отправляется в лес со своей лучшей подругой-баптисткой Кэтрин Уэст, чтобы провести сеанс, пытаясь связаться с матерью Анджелы. Девочки пропадают, и начинаются трехдневные поиски.
Девочек находят в сарае на третий день; несмотря на травмы, они выглядят относительно здоровыми, получив лишь ожоги ног. Поскольку их состояние быстро ухудшается, Виктор помещает Анджелу в больницу, где ее лечит их соседка-медсестра Энн. Энн, убежденная в том, что Анджела одержима после того, как она раскрыла свои знания об опыте Энн в послушничестве в качестве будущей монахини и ее тайном аборте, дает Виктору мемуары, написанные Крис МакНил, которая пережила аналогичную ситуацию со своей дочерью Риган в 1973 году. Крис посвятила свою жизнь исследованию экзорцизма в каждой культуре, став всемирно известной благодаря своим исследованиям. Риган отдалилась от своей матери из-за успеха мемуаров и с тех пор не видела ее. Виктор встречается с Крис, которая навещает Анджелу. Посетив дом Кэтрин, Крис проводит ритуал освобождения над Кэтрин, которая ударяет Крис крестом в глаза, ослепляя ее.
Виктор, Энн и родители Кэтрин, Тони и Миранда, обращаются в церковь за помощью в экзорцизме. Крис советует Виктору использовать методы из разных культур, и группа обращается за помощью к отцу Мэддоксу, местному священнику; Дону Ревансу, баптистскому пастору семьи Уэст; Стюарту, пятидесятническому проповеднику; и доктору Бихайб, целителю корней. Группа планирует экуменический экзорцизм, но местная католическая епархия запрещает Мэддоксу участвовать в нем, поскольку считает, что дети страдают психическим расстройством.
Когда группа приступает к экзорцизму, демон рассказывает, что тринадцать лет назад Виктор не хотел оставлять Анджелу у себя; он выбрал Соренн, но она умерла от полученных травм. Демон говорит, что им нужно выбрать, какая из девушек останется в живых, а какая умрет, и если выбор не будет сделан, это убьет их обеих. В то время как Миранда и Виктор отказываются расстаться с ребенком друг друга, Мэддокс, изменивший свое мнение, присоединяется к группе. Мэддокс читает отрывок из римского ритуала, но демон телекинетически сворачивает ему шею и убивает его. Виктор вновь обретает веру и начинает читать молитву "Отче наш", которую он выучил в детстве. Когда Виктор извиняется перед Анджелой и использует шарф Соренн, чтобы попытаться защитить ее от демона, Тони кричит, что он решил спасти Кэтрин, и Анджела теряет самообладание. Затем демон сообщает, что тот, кто был выбран, должен был умереть. Кэтрин кричит, зовя своих родителей, когда демон тащит ее в ад, в то время как Анджела оживает и воссоединяется с Виктором.
После этого Анджела возвращается в школу, Миранда и Тони скорбят, а Виктор посещает могилу Соренн. В больнице Крис воссоединяется с Риган, которая прощает свою мать.

## В ролях
- Лесли Одом-младший — Виктор Филдинг
- Лидия Джюэтт — Анджела Филдинг
- Оливия О'Нилл — Кэтрин
- Дженнифер Неттлз — Миранда
- Норберт Лео Бац — Тони
- Рафаэль Сбардж — пастор Дон Реванс
- Оквуи Окпоквасили — доктор Бихайб
- Дэнни Маккарти — Стюарт
- Э.Дж. Бонилья — отец Мэддокс
- Трэйси Грейвз — Соренн Филдинг
- Селеста Олива — детектив Коник
- Линда Блэр — Риган Макнил
- Энн Дауд — Энн
- Эллен Бёрстин — Крис Макнил

## Производство

### Разработка
В августе 2020 года было объявлено, что компания Morgan Creek Entertainment занимается разработкой нового фильма «Экзорцист», который станет перезапуском франшизы. Вскоре после этого объявления появилась онлайн-петиция поклонников франшизы с требованием отмены «перезапуска». В петиции было сказано, что фильм «Изгоняющий дьявола» 1973 года является «шедевром» Уильяма Фридкина и «классикой» фильмов ужасов, а подписавшие петицию категорически против попыток «жадной голливудской машины» заработать на ремейке этого фильма и призвали вместо этого создавать новые оригинальные истории.
В декабре 2020 года создатели фильма уточнили, что он будет не перезапуском, а прямым продолжением оригинального фильма.
В июле 2021 года стало известно, что планируется создать не один сиквел, а целую трилогию. Режиссёром первого фильма был назначен Дэвид Гордон Грин. Эллен Бёрстин снова сыграет роль Крис Макнил из оригинального фильма. Также в фильме снимется Лесли Одом-младший. Производством фильма занялись компании Blumhouse Productions, Morgan Creek Entertainment и Universal Pictures.

### Съёмки
В июне 2022 года Эллен Бёрстин подтвердила, что завершила свои съёмки в фильме. Основная часть съёмок началась в ноябре 2022 года в Атланте и Саванне (Джорджия). В середине декабря съёмки были приостановлены из-за «неуточнённых проблем со здоровьем» у Лесли Одома-младшего.
В начале марта 2023 года съёмки были завершены.

## Премьера
Премьера фильма в США была запланирована на 13 октября 2023 года, но позднее её перенесли на 6 октября.

## Восприятие
На сайте-агрегаторе Rotten Tomatoes фильм имеет рейтинг 22 % на основании 168 рецензий критиков со средним баллом 4,4 из 10.
На сайте-агрегаторе Metacritic рейтинг фильма составляет 39 баллов из 100 возможных на основании 51 рецензий критиков, что соответствует «в целом негативным отзывам».

## Будущее
В июле 2021 года были анонсированы ещё два фильма, которые станут продолжением «Экзорциста» в рамках новой трилогии. Первый из них под названием «Изгоняющий дьявола: Обманщик» (англ. The Exorcist: Deceiver) выйдет в кинотеатрах 18 апреля 2025 года.